# Slobozhanske (Dnipropetrovsk)
Slobozhanske (en ucraniano: Слобожанське) es un pueblo ucraniano perteneciente al óblast de Dnipropetrovsk. Situado en el centro del país, es parte del raión de Dnipró y parte del municipio (hromada) homónimo.

## Toponimia
El nombre del lugar en ruso es Slobozhánskoye (en ruso: Слобожанское). Durante la era soviética y hasta 2016, cuando se cambió su denominación de acuerdo con las leyes de descomunización de Ucrania, se llamaba Yuvileine (en ucraniano: Ювілейне; en ruso: Юбилейное) en honor al Octubre Rojo.

## Geografía
Slobozhanske está junto a la periferia norte de la ciudad de Dnipró, a 12 km, y está 8 km al sur de Pidjorodne.     

## Historia
En 1778 se formó el asentamiento de Pidjorodne, relacionado con el hecho de que la slobodá estaba situada cerca de la ciudad de Yekaterinoslav.
Slobozhanske fue creado en 1987 a partir de la vecina ciudad de Pidjorodne y recibió estatus de asentamiento urbano.    
En 2023, la localidad perdió el estatus de asentamiento de tipo urbano debido a la eliminación de este estatus administrativo.

## Demografía
La evolución de la población de Slobozhanske entre 1989 y 2022 fue la siguiente:
| 9267                                                          | 11 161 | 11 603 | 12 511 | 12 801 | 13 009 | 14 661 |
| (Fuente: Cities & Towns of Ukraine y UKRAINE: Größere Städte) |        |        |        |        |        |        |

Según el censo de 2001, la lengua materna de la mayoría de los habitantes, el 61,94%, es el ucraniano; y del 35,34% es el ruso.

## Infraestructura

### Transporte
Slobozhanske se encuentra entre las carreteras M04 y T0410. La estación de tren más cercana, Samarivka, se encuentra en la línea ferroviaria que conecta Dnipró y Járkov a través de Berestin.

## Cultura

### Deporte
En el club de voleibol femenino "Prometey" de Slobozhanske, campeón de Ucrania en la temporada 2020/2021, juega en la ciudad. Además, aquí jugaba el campeón de la Superliga de baloncesto de Ucrania de la temporada 2020/2021, el club SC Prometey, hasta 2021. Ambos dejaron de existir en 2024.